# 8.ª etapa do Giro d'Italia de 2020
A 8.ª etapa do Giro d'Italia de 2020 desenvolveu-se a 10 de outubro de 2020 entre Giovinazzo e Vieste sobre um percurso de 200 km e foi vencida pelo britânico Alex Dowsett da equipa Israel Start-Up Nation. O português João Almeida conseguiu manter a liderança.

## Classificação da etapa
| \| Classificação por etapas \| Classificação por etapas \| Classificação por etapas \| Classificação por etapas \| Classificação por etapas \| \| Ciclista \| Ciclista \| Equipe \| Tempo \| \| \| ------------------------ \| ------------------------ \| --------------------------- \| ------------------------ \| ------------------------ \| \| 1. \| Alex Dowsett \| Israel Start-Up Nation \| 4h50m09s \| \| \| 2. \| Salvatore Puccio \| Ineos Grenadiers \| + 1m15s \| \| \| 3. \| Matthew Holmes \| Lotto-Soudal \| + 1m15s \| \| \| 4. \| Joey Rosskopf \| CCC Team \| + 1m15s \| \| \| 5. \| Matthias Brändle \| Israel Start-Up Nation \| + 2m10s \| \| \| 6. \| Simone Ravanelli \| Androni Giocattoli-Sidermec \| + 2m13s \| \| \| 7. \| Michael Matthews \| Team Sunweb \| + 13m56s \| \| \| 8. \| Fernando Gaviria \| UAE Team Emirates \| + 13m56s \| \| \| 9. \| Mikkel Bjerg \| UAE Team Emirates \| + 13m56s \| \| \| 10. \| Andrea Vendrame \| AG2R La Mondiale \| + 13m56s \| \| |                  |                             |          |
| |                  |                             |          |
| Fonte: ProCyclingStats |                  |                             |          |
| Classificação por etapas |                  |                             |          |
| Ciclista | Ciclista         | Equipe                      | Tempo    |
| 1. | Alex Dowsett     | Israel Start-Up Nation      | 4h50m09s |
| 2. | Salvatore Puccio | Ineos Grenadiers            | + 1m15s  |
| 3. | Matthew Holmes   | Lotto-Soudal                | + 1m15s  |
| 4. | Joey Rosskopf    | CCC Team                    | + 1m15s  |
| 5. | Matthias Brändle | Israel Start-Up Nation      | + 2m10s  |
| 6. | Simone Ravanelli | Androni Giocattoli-Sidermec | + 2m13s  |
| 7. | Michael Matthews | Team Sunweb                 | + 13m56s |
| 8. | Fernando Gaviria | UAE Team Emirates           | + 13m56s |
| 9. | Mikkel Bjerg     | UAE Team Emirates           | + 13m56s |
| 10. | Andrea Vendrame  | AG2R La Mondiale            | + 13m56s |

## Classificações ao final da etapa

### Classificação geral(Maglia Rosa)
| \| Classificação geral \| Classificação geral \| Classificação geral \| Classificação geral \| Classificação geral \| \| Ciclista \| Ciclista \| Equipe \| Tempo \| \| \| ------------------- \| ------------------- \| --------------------- \| ------------------- \| ------------------- \| \| 1. \| João Almeida \| Deceuninck-Quick Step \| 29h52m34s \| \| \| 2. \| Pello Bilbao \| Bahrain McLaren \| + 43s \| \| \| 3. \| Wilco Kelderman \| Team Sunweb \| + 48s \| \| \| 4. \| Harm Vanhoucke \| Lotto-Soudal \| + 59s \| \| \| 5. \| Vincenzo Nibali \| Trek-Segafredo \| + 1m01s \| \| \| 6. \| Domenico Pozzovivo \| NTT Pro Cycling \| + 1m05s \| \| \| 7. \| Jakob Fuglsang \| Astana \| + 1m19s \| \| \| 8. \| Steven Kruijswijk \| Jumbo-Visma \| + 1m21s \| \| \| 9. \| Patrick Konrad \| Bora-Hansgrohe \| + 1m26s \| \| \| 10. \| Rafał Majka \| Bora-Hansgrohe \| + 1m32s \| \| |                    |                       |           |
| |                    |                       |           |
| Fonte: ProCyclingStats |                    |                       |           |
| Classificação geral |                    |                       |           |
| Ciclista | Ciclista           | Equipe                | Tempo     |
| 1. | João Almeida       | Deceuninck-Quick Step | 29h52m34s |
| 2. | Pello Bilbao       | Bahrain McLaren       | + 43s     |
| 3. | Wilco Kelderman    | Team Sunweb           | + 48s     |
| 4. | Harm Vanhoucke     | Lotto-Soudal          | + 59s     |
| 5. | Vincenzo Nibali    | Trek-Segafredo        | + 1m01s   |
| 6. | Domenico Pozzovivo | NTT Pro Cycling       | + 1m05s   |
| 7. | Jakob Fuglsang     | Astana                | + 1m19s   |
| 8. | Steven Kruijswijk  | Jumbo-Visma           | + 1m21s   |
| 9. | Patrick Konrad     | Bora-Hansgrohe        | + 1m26s   |
| 10. | Rafał Majka        | Bora-Hansgrohe        | + 1m32s   |

### Classificação por pontos(Maglia Ciclamino)
| Classificação por pontos | Classificação por pontos | Classificação por pontos | Classificação por pontos | Classificação por pontos |
| Ciclista                 | Ciclista                 | Equipe                   | Pontos                   |                          |
| ------------------------ | ------------------------ | ------------------------ | ------------------------ | ------------------------ |
| 1.                       | Arnaud Démare            | Groupama-FDJ             | 163 pts                  |                          |
| 2.                       | Peter Sagan              | Bora-Hansgrohe           | 107 pts                  |                          |
| 3.                       | Michael Matthews         | Team Sunweb              | 87 pts                   |                          |
| 4.                       | Filippo Ganna            | Ineos Grenadiers         | 45 pts                   |                          |
| 5.                       | Davide Ballerini         | Deceuninck-Quick Step    | 40 pts                   |                          |
| 6.                       | Andrea Vendrame          | AG2R La Mondiale         | 31 pts                   |                          |
| 7.                       | Alex Dowsett             | Israel Start-Up Nation   | 29 pts                   |                          |
| 8.                       | João Almeida             | Deceuninck-Quick Step    | 29 pts                   |                          |
| 9.                       | Marco Frapporti          | Vini Zabù-Brado-KTM      | 28 pts                   |                          |
| 10.                      | Diego Ulissi             | UAE Team Emirates        | 27 pts                   |                          |

### Classificação da montanha(Maglia Azzurra)
| Classificação da montanha | Classificação da montanha | Classificação da montanha | Classificação da montanha | Classificação da montanha |
| Ciclista                  | Ciclista                  | Equipe                    | Pontos                    |                           |
| ------------------------- | ------------------------- | ------------------------- | ------------------------- | ------------------------- |
| 1.                        | Filippo Ganna             | Ineos Grenadiers          | 41 pts                    |                           |
| 2.                        | Jonathan Caicedo          | EF Pro Cycling            | 40 pts                    |                           |
| 3.                        | Matthew Holmes            | Lotto-Soudal              | 20 pts                    |                           |
| 4.                        | Domenico Pozzovivo        | NTT Pro Cycling           | 19 pts                    |                           |
| 5.                        | Edoardo Zardini           | Vini Zabù-Brado-KTM       | 18 pts                    |                           |
| 6.                        | Jakob Fuglsang            | Astana                    | 18 pts                    |                           |
| 7.                        | Giovanni Visconti         | Vini Zabù-Brado-KTM       | 18 pts                    |                           |
| 8.                        | Wilco Kelderman           | Team Sunweb               | 15 pts                    |                           |
| 9.                        | Harm Vanhoucke            | Lotto-Soudal              | 12 pts                    |                           |
| 10.                       | Vincenzo Nibali           | Trek-Segafredo            | 11 pts                    |                           |

### Classificação dos jovens(Maglia Bianca)
| Classificação dos jovens | Classificação dos jovens | Classificação dos jovens | Classificação dos jovens | Classificação dos jovens |
| Ciclista                 | Ciclista                 | Equipe                   | Tempo                    |                          |
| ------------------------ | ------------------------ | ------------------------ | ------------------------ | ------------------------ |
| 1.                       | João Almeida             | Deceuninck-Quick Step    | 29h52m34s                |                          |
| 2.                       | Harm Vanhoucke           | Lotto-Soudal             | + 59s                    |                          |
| 3.                       | Jai Hindley              | Team Sunweb              | + 1m33s                  |                          |
| 4.                       | Sergio Samitier          | Movistar Team            | + 2m12s                  |                          |
| 5.                       | Lucas Hamilton           | Mitchelton-Scott         | + 2m47s                  |                          |
| 6.                       | Brandon McNulty          | UAE Team Emirates        | + 2m57s                  |                          |
| 7.                       | Tao Geoghegan Hart       | Ineos Grenadiers         | + 3m18s                  |                          |
| 8.                       | James Knox               | Deceuninck-Quick Step    | + 3m26s                  |                          |
| 9.                       | Aurélien Paret-Peintre   | AG2R La Mondiale         | + 4m31s                  |                          |
| 10.                      | Sam Oomen                | Team Sunweb              | + 8m12s                  |                          |

### Classificação por equipas"Súper team"
| Classificação por equipes | Classificação por equipes | Classificação por equipes | Classificação por equipes |
| Equipe                    | Equipe                    | Tempo                     |                           |
| ------------------------- | ------------------------- | ------------------------- | ------------------------- |
| 1.                        | Ineos Grenadiers          | 89h32m58s                 |                           |
| 2.                        | Deceuninck-Quick Step     | + 9m07s                   |                           |
| 3.                        | Team Sunweb               | + 10m29s                  |                           |
| 4.                        | Jumbo-Visma               | + 13m29s                  |                           |
| 5.                        | Mitchelton-Scott          | + 16m08s                  |                           |
| 6.                        | Bora-Hansgrohe            | + 16m58s                  |                           |
| 7.                        | CCC Team                  | + 20m36s                  |                           |
| 8.                        | AG2R La Mondiale          | + 20m37s                  |                           |
| 9.                        | Movistar Team             | + 24m04s                  |                           |
| 10.                       | Trek-Segafredo            | + 27m10s                  |                           |

## Abandonos
- Tony Gallopin não tomou a saída por uma queda na etapa anterior que lhe causou uma fractura de boneca.[2]
- Edoardo Affini não tomou a saída por uma queda na etapa anterior que lhe causou uma fractura na mão.[3]
- Sean Bennett não tomou a saída por uma queda na etapa anterior que lhe causou uma fractura de escafoides.[4]
- Patrick Gamper não tomou a saída por uma queda na etapa anterior que lhe causou várias feridas.[4]
- Simon Yates não tomou a saída depois de ter dado positivo em COVID-19.[5]
- Ben Gastauer não completou a etapa devido a uma queda durante o decorrer da mesma.[6]